# Église de Valderøy
L'église de Valderøy (en Valderøy kirke ou Valderøy kyrkje en norvégien) est une église paroissiale de l'Église de Norvège située dans la municipalité de Giske, dans le comté de Møre og Romsdal. Elle se trouve au sud du village de Nordstrand (en), sur l'île de Valderøy (en). Elle est rattachée à la paroisse de Valderøy, au doyenné de Nordre Sunnmøre et au diocèse de Møre.
Cet édifice en brique blanche est construit d'après les plans de l'architecte Øyvind B. Grimnes,. Il est achevé en 1961 et est consacré le 29 juin de la même année,. Son retable est fabriqué par l'artiste Finn Emanuel Olsen (no). Son orgue est fabriqué à Vestre (commune d'Ørskog) et compte 13 tuyaux sonores. La chaire et les fonts baptismaux sont fabriqués en bois en 1961. Le clocher renferme deux cloches de tailles différentes, toutes deux datées de 1961 ; la grande comporte l'inscription Glad et la petite Fryd og fred.
L'église de Valderøy peut accueillir jusqu'à 530 personnes.
Elle est protégée au titre de monument culturel (kulturminne).